# 메이 롭슨

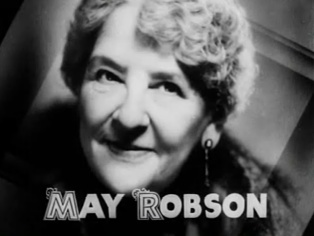

메이 롭슨(May Robson, 1858년 4월 19일 ~ 1942년 10월 20일)는 오스트레일리아의 연극 배우, 영화배우이다.
멜버른에서 태어났으며 베벌리힐스에서 사망하였다. 사인은 질병이다.

## 영화
- 플레이메이트 (1941년)
- 포 마더스 (1941년)
- 아이린 (1940년)
- 댓츠 라이트 - 유어 롱 (1939년)
- 카벨 수녀 이야기 (1939년)
- 톰 소여의 모험 (1938년)
- 네 명의 딸들 (1938년)
- 아이 양육 (1938년)
- 스타 이즈 본 디 오리지널 (1937년)
- 와이프 대 비서 (1936년)
- 더 캡틴스 키드 (1936년)
- 렉클리스 (1935년)
- 안나 카레니나 (1935년)
- 더 솔리테르 맨 (1933년)
- 댄싱 레이디 (1933년)
- 하루 동안의 숙녀 (1933년)
- 8시 석찬 (1933년)
- 레티 린턴 (1932년)
- 빨간 머리 여자 (1932년)
- 왕중왕 (1927년)